# Schweriner Grenzvertrag
Der Schweriner Grenzvertrag ist ein sowjetisch-polnisches Abkommen über die Festlegung der Westgrenze Polens im Abschnitt Swinemünde – Greifenhagen und als solches ein bilateraler völkerrechtlicher Vertrag zu Lasten Dritter. Das Abkommen wurde am 21. September 1945 in Schwerin von Vertretern der Sowjetischen Militäradministration in Deutschland und Vertretern des Lubliner Komitees unterzeichnet. Dadurch kam es „zu einer räumlichen Präzisierung der Abgrenzung zwischen sowjetischem Besatzungsgebiet einerseits und polnischem Verwaltungsgebiet andererseits, welche die Grenzlinie nunmehr, den gesamten sogenannten ‚Stettiner Zipfel‘ umfassend – etwa 930 Quadratkilometer – weit nach Westen vorschob.“ Durch dieses Vertragswerk wurde der Verlauf des nördlichen Teiles der Oder-Neiße-Grenze festgelegt.

## Der Grenzvertrag
Am 19. September 1945 wurde dem Bevollmächtigten der Volksrepublik Polen, dem im April 1945 ernannten Woiwoden Leonard Borkowicz und dem Präsidenten der Stadt Stettin, Piotr Zaremba in Berlin durch Georgi Konstantinowitsch Schukow eine eigens für das Treffen aus Moskau herbeigeschaffte Landkarte im Maßstab 1:500.000 übergeben, die den Stettiner Zipfel nach Polen verschob. Die Landkarte trug die russische Überschrift Die Grenze Polens gemäß der Potsdamer Konferenz, 3. August 1945. An der rechten unteren Ecke der Karte war eine Beglaubigung vermerkt: Moskau, 14. September 1945.
Am 20. September 1945 wurde der Grenzverlauf von sowjetischen Topographen der sowjetischen Delegation in Anwesenheit polnischer Delegierter in Greifswald in eine Stabskarte 1:100.000 übertragen. Bei einer Ortsbesichtigung am Nachmittag wurden nur geringe Korrekturen durchgeführt. Die polnische Seite versuchte vergeblich, die gesamte Insel Usedom unter ihre Verwaltung zu bringen, scheiterte aber an der kategorischen Weigerung von russischer Seite, von dem aus Moskau genehmigten Plan abzuweichen. Am 21. September 1945 kam es in Schwerin, in einer Villa in der Werderstraße, zum Abschluss des Grenzvertrags zwischen Polen und der Sowjetunion. Hierbei konnte die polnische Seite noch aus verkehrstechnischen Gründen Verbesserungen in ihrem Sinne durchsetzen. Es ging hierbei um die Landstraße vom Dorf Böck zum Dorf Stolzenburg, die sich bogenförmig nach Westen dehnt und nach der polnischen Intervention mit ihrem Gebiet vollständig zu Polen kam. Um 16 Uhr erfolgte die Unterzeichnung des in russischer Sprache verfassten Abkommens, dem noch eine polnische Übersetzung beigefügt wurde. Es unterzeichneten:
- General Iwan Chabarow, im Namen von Marschall Georgi Konstantinowitsch Schukow, der Militäradministration
- Leonard Borkowicz, im Namen der Übergangsregierung der nationalen Einheit
- Piotr Zaremba, Stadtpräsident von Stettin

Entgegen der Forderung Polens auf eine sofortige Übergabe wurde die Übergabe des Stettiner Zipfels auf den 4. Oktober 1945 festgelegt. Auch nach der Übergabe des Stettiner Zipfels blieben aber Pölitz mit seinen Hydrieranlagen und ebenso große Teile des Stettiner Hafens unter sowjetischer Kontrolle. Er wurde als russischer Militärhafen für die sowjetische Besatzungszone in Deutschland sowie zum Abtransport von Beutegut genutzt und konnte erst Ende 1947 von den polnischen Behörden übernommen werden.
Diese Grenzregelung des Schweriner Grenzvertrags ist bis heute beibehalten worden, bis auf eine Ausnahme: Am 11. Juni 1951 wurde sie wegen des Wasserwerkes von Swinemünde korrigiert. Als Kompensation erhielt die DDR von Polen ein Gebiet entsprechender Größe an der Oder im Bereich Staffelde übertragen Interessanterweise ist es gerade Zaremba, der bei diesem Grenzverlauf auf polnischer Seite federführend war und darin ein Versagen der Potsdamer Konferenz sieht:

„Ich war dann auch Mitglied der Kommission, die die Grenzlinie an Ort und Stelle festlegte. Am 23. September unterschrieben wir ein Abkommen in Schwerin und am 4. Oktober haben wir den Kreis westlich von Stettin übernommen. Diese Grenze blieb bis auf eine Kleinigkeit bis heute so. Denn die Potsdamer Konferenz hatte vergessen, dass die Wasserversorgung von Swinemünde noch zwei Kilometer westlich in Deutschland lag.“

## Unmittelbare Folgen

### „Wir halten die Oderwache“
Aber auch in der Volksrepublik Polen blieb trotz des Grenzvertrages lange noch eine Verunsicherung über den Besitz Stettins und seines Umlandes bestehen. Dies entsprang nicht nur der Angst vor einem deutschen Revanchismus, sondern auch der Befürchtung, dass eine neue Entscheidung aus Moskau die Verhältnisse in Stettin mit einem Federstrich wieder ändern könne. Als Beispiel dafür mag die erste öffentliche militärische Demonstration: „Wir halten die Oderwache“ in Stettin angesehen werden. Die Idee zu dieser Kundgebung im Februar 1946 hatte der Woiwode von Stettin, Leonard Borkowicz. Die Kundgebung sollte den Willen der Polen demonstrieren, die Stadt zu besitzen. Um den reibungslosen Ablauf der Demonstration zu gewährleisten, war zuvor Sicherheitsbüro der Woiwodschaft eine Fahndung durchgeführt worden, bei der etwa 250 Personen festgenommen, die keine Papiere besaßen. Die Veranstaltung sollte mit einem Staffellauf von Pfadfindern, Kriegsveteranen und ehemaligen KZ-Insassen am 12. April in Danzig beginnen. Durch die symbolische Stockübergabe, sollte die historische Brücke zwischen dem Ereignis an der Westerplatte und dem Besitz von Stettin geschlagen werden. Um die nationale und internationale Akzeptanz zu demonstrieren, waren auf der Ehrentribüne illustere Gäste geladen: Bolesław Bierut, Premierminister Edward Osóbka-Morawski, Minister für Nationale Verteidigung Michał Rola-Żymierski und der stellvertretende Premierminister Stanisław Mikołajczyk, Minister und Vertreter anderer Länder, darunter der UdSSR, Großbritanniens und Frankreichs. Wegen dieser willkürlichen Verhaftungen im Vorfeld der Veranstaltung kam es jedoch zu Unruhen, die das polnische Regime dazu zwangen, den Ablauf der Veranstaltung abzuändern und die Öffentlichkeit, von staatlichen Jubelmassen abgesehen, weitgehend von dem Ereignis abzuschirmen. Mit dem Slogan: Wir halten die Oderwache (Trzymamy Straż nad Odrą) wurde diese Art der Demonstration zu einem jährlichen Ritual.

### Unklarer Grenzverlauf auf der deutschen Seite
Beim Schweriner Grenzvertrag handelt es sich um ein bilaterales Abkommen zwischen Polen und der Sowjetunion. Ein deutscher Vertreter war beim Zustandekommen, anders als bei der Übergabe der Stadt Stettin, nicht anwesend. Daher wusste man lange Zeit in der Sowjetischen Besatzungszone nicht über den genauen Grenzverlauf Bescheid. Am 20. Juli 1946 richtete der Landrat an die Behörde von Johannes Warnke ein Schreiben, in dem über eine „Grenzänderung gegen die Provinz Mark Brandenburg nordöstlich Schwedt“ berichtet wird. Ab dort verläuft westlich der Oder auf deutscher Seite die Hohensaaten-Friedrichsthaler Wasserstraße, die bei Hohensaaten schließlich in den Oder-Havel-Kanal und die Oder mündet und bildet damit den heutige ungefähren Nationalpark Unteres Odertal. Dieses Gebiet ist bis Mitte 1947 offenbar von Polen beansprucht worden. Es war nicht bekannt, wo gemäß der Grenzfestlegung vom 21. September 1945 in diesem Landstreifen die Grenze verlaufen sollte, der entsprechende Kartenteil des Abkommens war hierzu ist nicht veröffentlicht worden. Im Sommer 1947 sollen sogar polnische Truppen dort einmarschiert sein. Laut Richard Breyer habe Polen erst nach dem Görlitzer Abkommen die Wasserstraße und den östlich dazu verlaufenden, etwa 2 bis 8 Kilometer breiten Streifen an die DDR übergeben. Dieses Abkommen legte den nördlichen Teil der Grenze mit einer Länge von 102,0 km von der Oderbifurkation entlang der Westoder und damit westlich vom nördlichen Zwischenodergebiet (heute der polnische Landschaftsschutzpark Unteres Odertal), über den Neuwarper See sowie das Stettiner Haff, entlang der Insel Usedom westwärts Swinemünde bis zur Ostsee und weiter in einer gedachten Linie entsprechend den Koordinaten (54° 1′ 42″ N, 14° 15′ 16″ O) im Hoheitsgewässer der Ostsee in einer Länge von sechs Seemeilen fest. Heute ist der Grenzverlauf auf der Grundlage des Potsdamer Abkommens verbindlich festgelegt, das Stettin auf deutscher Seite belässt, sowie des Görlitzer Vertrages, der einen vom Potsdamer Abkommen abweichenden Grenzverlauf beschreibt. Diese widersprüchliche Situation ist Ergebnis der faktischen Entwicklung der Nachkriegsregelung.

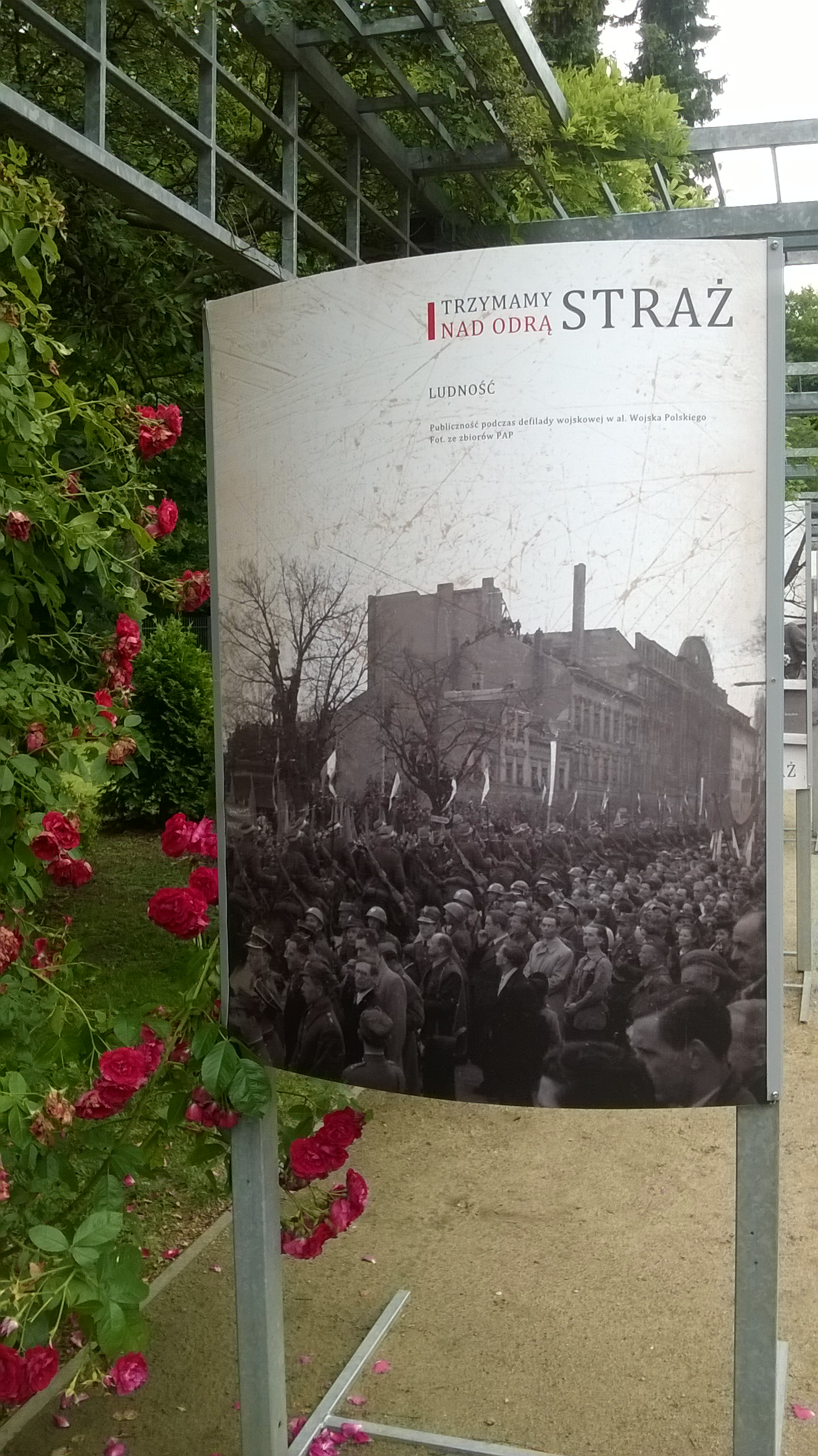
Wir halten die Oderwache! Eine militärische Demonstration am 13. April 1946 in Stettin
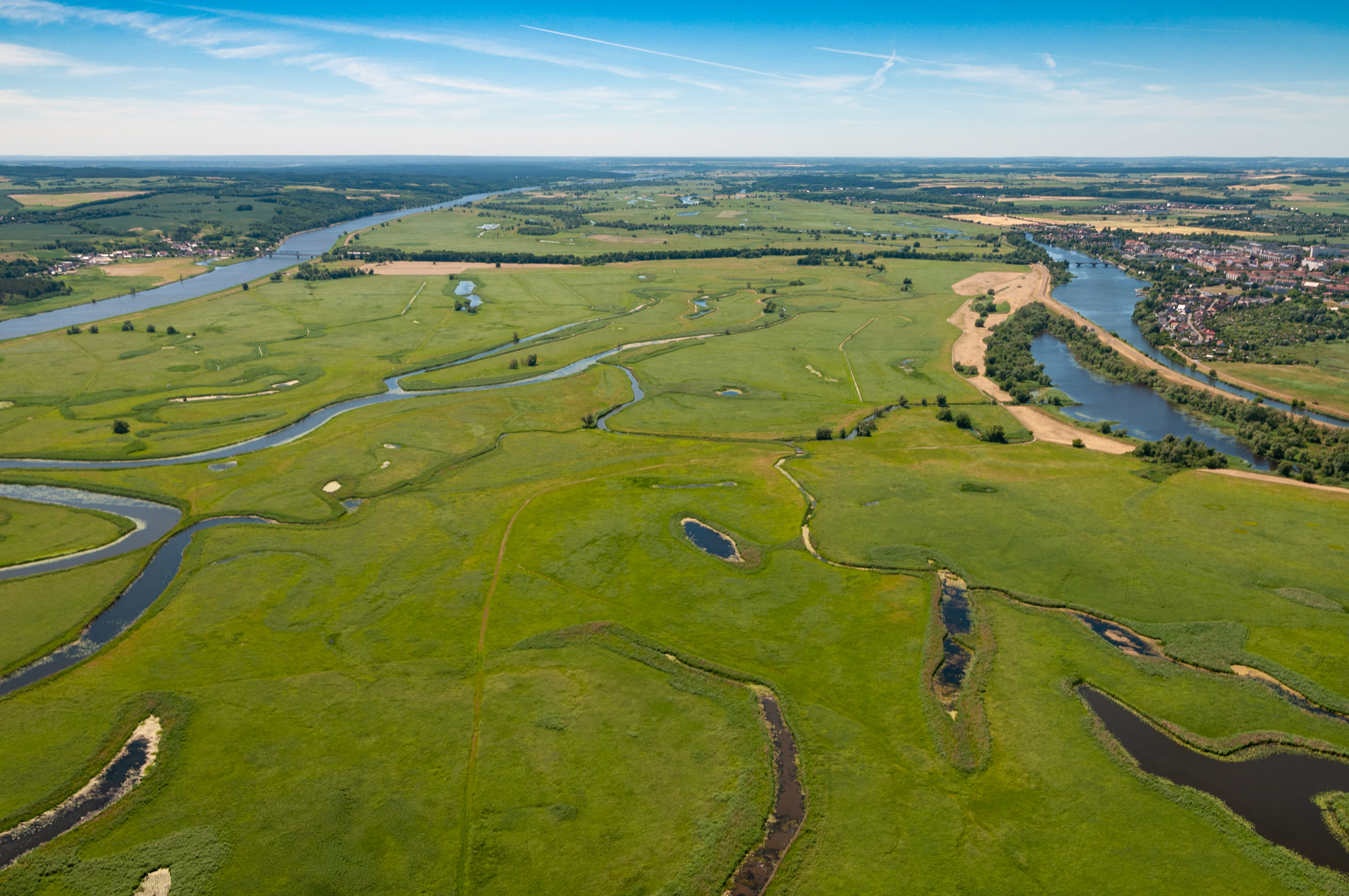
Das Gebiet zwischen der Hohensaaten-Friedrichsthaler Wasserstraße links und der Oder
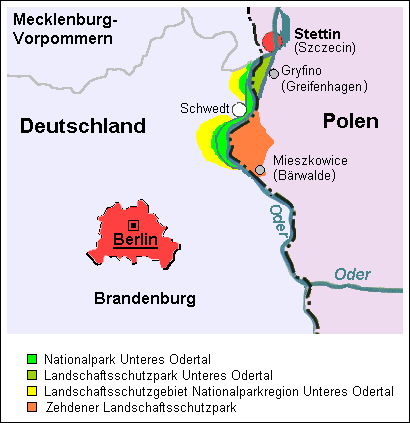
Karte mit dem Nationalpark Unteres Odertal und dem unteren Zwischenoderbereich
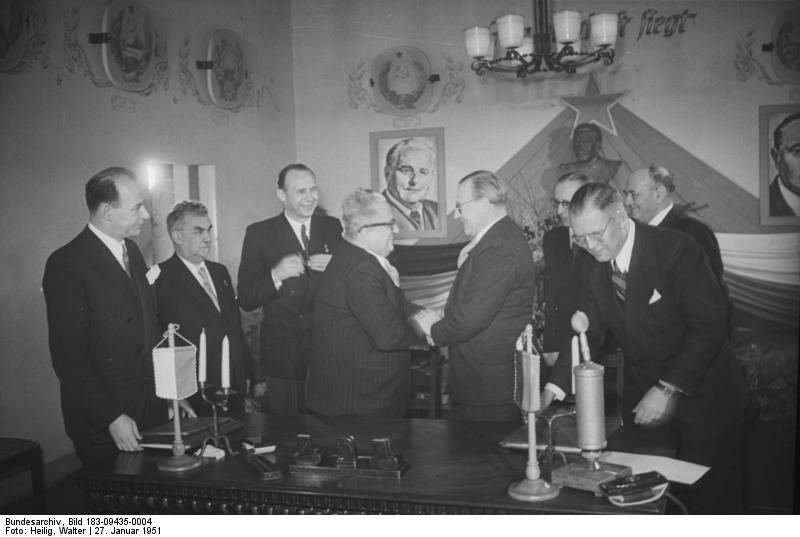
Abschluss des Görlitzer Vertrages

## Weitere Folgen

### Vertreibung der deutschen Bevölkerung aus Stettin und dem Umland
Die Situation war bestimmt von dem völligen Zusammenbruch der Versorgung mit Lebensmitteln, da die ohnehin geringen Zuteilungen der deutschen Stadtverwaltung an die rund 84.000 deutschen Bewohner Stettins nun ausblieben. Dazu kamen (einzelne) Übergriffe von Polen gegen Deutsche, die fortdauernden Ausschreitungen sowjetischer Soldaten und die beginnende Vertreibung. 14. Juli 1945, also noch vor der Potsdamer Konferenz erließ Zaremba eine öffentliche Bekanntmachung über die Ausweisung der deutschen Bevölkerung. Dieser Zustand völliger Rechtlosigkeit wurde noch verstärkt durch den Abzug der sowjetischen Garnison aus dem Stadtgebiet, die trotz zahlloser sowjetischer Übergriffe von der deutschen Bevölkerung noch als Schutz vor polnischen Gewalttaten angesehen wurde. Stattdessen zogen polnische Truppen in die Stadt ein, die künftig die Sicherheit der Bewohner gewährleisten sollten. Dass diese weder durch ihre Anzahl noch ihre Ausrüstung dieser Aufgabe gerecht werden konnten, wird durch offizielle polnische Dokumente sowie ausländische Berichte bestätigt. Am 9. November wurde von der polnischen Stadtverwaltung erstmals ein Bahntransport nach Greifswald eigens für die deutschen Stettiner angeboten, die Mitfahrt war freiwillig. Danach begannen die polnischen Behörden, die aus den Ostgebieten vertriebenen Deutschen über Stettin zwangsabzuschieben. Das Ministerium für die Wiedergewonnenen Gebiete wurde am 13. November 1945 mit dem Dekret Nr. 29 gegründet. Es wurde dem staatliche polnischen Repatriierungsamt eingegliedert. Die öffentliche Verwaltung in den wiedergewonnenen Gebieten wurde allerdings von Ministerrat durchgeführt. Dabei griff das Ministerium auf die Erfahrungen zurück, die man in Polen bereits nach den Ersten Weltkrieg mit der Annexion von Posen und Oberschlesien gemacht hatte. Wörtlich heißt es im Artikel 4 des Dekrets 29: Die im Gebiet des Bezirksgerichts Posen geltende Gesetzgebung und für den Bereich des Arbeitsrechts die im oberschlesischen Teil der Wojewodschaft Schlesien geltende Gesetzgebung werden auf die Wiedergewonnenen Gebiete ausgedehnt. Die Transporte wurden von hier entweder mit der Bahn oder mit dem Schiff nach Westen, in der Regel in die britische Zone, weitergeleitet. Am 14. Februar 1946 wurde ein Abkommen über gegenseitige Zusammenarbeit mit den Briten geschlossen und in Stettin wurde eine britische Dienststelle mit etwa 250 Soldaten eingerichtet, welche die Transporte erfassen und die Aufnahme der Menschen in der britischen Zone vorbereiten sollte. In seiner Eigenschaft als Präsident der Stadt erließ Piotr Zaremba weitere Anweisung, um die Abschiebung und Ausweisung auf der einen Seite und die Repatriierung von Polen auf der anderen Seite, zu beschleunigen. Verbleibende Einheimische wurden polonisiert oder zumindest wurde der Versuch dahingehend unternommen. 1939 hatte die Stadt 383.000 deutsche Einwohner. Ende 1946 hatte die Stadt 100.000 polnische und noch 17.000 deutsche Einwohner. Erst 1960 erreichte Stettin mit 380.000 wieder die Bevölkerungsstärke von 1939. Dennoch blieb der Status Stettins für die Polen relativ unsicher, weil die Einverleibung Stettins sich auch auf einen Pakt mit Stalin bezog, dessen Machenschaften unter Chruschtschow einer schonungslosen Kritik unterzogen war. Sicherheit schuf erst der Besuch Nikita Sergejewitsch Chruschtschow am 17. und 18. Juli in Stettin, als er in der Quistorpaue, in Begleitung von Władysław Gomułka, in seiner Rede den folgendem Satz aussprach:

„Es gibt im Westen Menschen […] die es gerne hätten, wenn Gdańsk Danzig und Szczecin Stettin hieße. Diese Herrn haben vollkommen das Gefühl für den Realismus verloren. Gdańsk und Szczecin sind und bleiben polnisch für immer.“

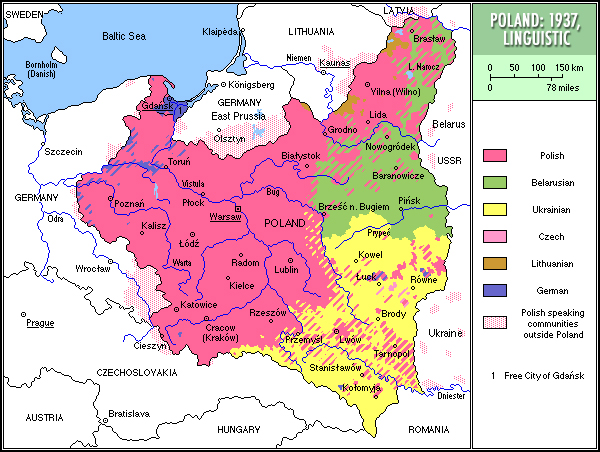
Sprachgebiete in Polen 1937
Jenseits der Oder-Neiße-Grenze sind 9,6 Millionen Deutsche geflüchtet oder wurden vertrieben.
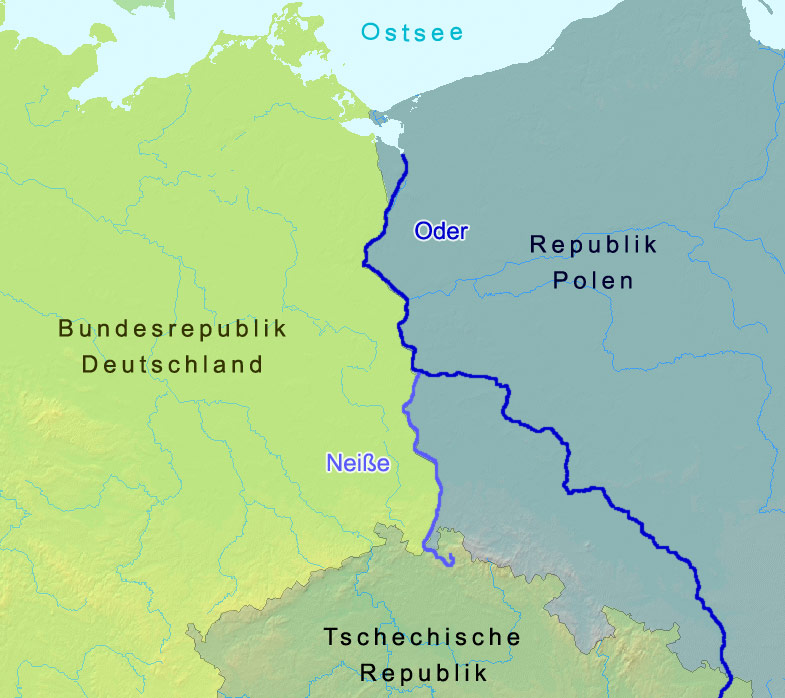
Der Verlauf der Oder-Neiße-Grenze
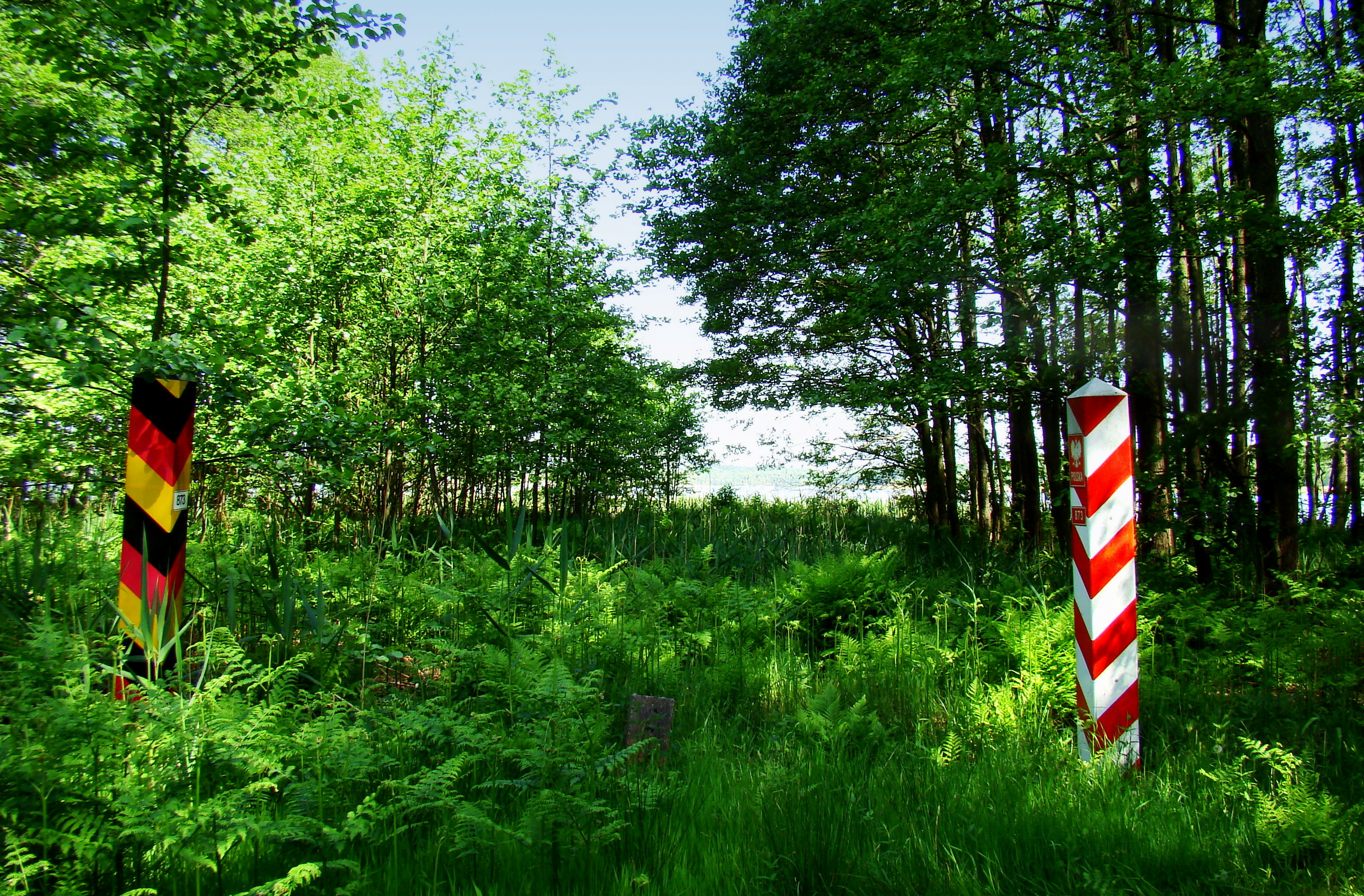
Grenze im nördlichen Bereich, Grenzpfähle sind 5 m auseinander, Grenzstein in der Mitte

### Umbau von Stettin
Lange Zeit diente die Stadt mit ihren Trümmerbergen als Bausteinspender für den Wiederaufbau Warschaus. In seiner Eigenschaft als Stadtplaner versuchte Zaremba die historische Ausrichtung Stettins als Hafenstadt Berlins (Verbindung durch Zugtrasse und Autobahn) nun in Richtung Osten neu auszurichten. Er ließ Schneisen für seine breiten Schnellstraßen durch die Altstadt schlagen. Durch diese städtebaulichen Eingriffe ging nach Kriegsschäden, mutwilliger Brandlegung und Abtransport des Baumaterials zudem noch viel von dem historischen Charakter der ehemaligen Hansestadt mit ihrer Backsteingotik verloren. Entgegen häufiger polnischer Darstellungen war Stettin, vom Hafengebiet abgesehen, nicht so stark zerstört worden. Zaremba orientierte sich an den Sozialistischen Klassizismus, ließ historische Bauten, Denkmäler, die nun als „deutsch“ bezeichnet wurden, abreißen und fügte monumentale Betonbauten und Mietskasernen hinzu. Seine wichtigsten Projekte waren:
- Zubringerstraßen über dem Hafen und zur Ausfahrt der Haupteinfahrtsstraße in der Nähe der Werften
- Abriss des historischen Teils der Altstadt und der Errichtung einer der Hauptverkehrsadern entlang der Oder
- Bau einer Brückenüberquerung zum polnischen Teil der Insel Usedom (ca. 6 km)
- Bau der Hochgeschwindigkeits-Stadtbahn von Police nach Stargard

Das Amt des Stadtpräsidenten musste er mit dem Inkrafttreten des Gesetzes über die örtlichen Organe der einheitlichen Staatsgewalt am 20. März 1950 aufgeben. Darin ist der Grund zu sehen, warum alle seine zweispurigen Trassen, die er durch Stettin hat schlagen lassen, immer einspurig beginnen und auch wieder so enden. Daher ist sein städtebauliches Werk für Stettin also unvollendet geblieben. Die Stadt aber verlor ihre Selbstverwaltungsrechte und wurde nun, gemäß der zentralistischen Orientierung Polens, der Verwaltung Warschaus unterstellt. Von 1953 bis 1959 hielt er sich viele Male im Ausland auf, u. a. für drei Jahre in Nordkorea, China und Vietnam (letztere 1954–1956) um dann als Professor für Architektur an der Westpommerschen Technischen Universität Stettin zurückzukehren. Ausgerechnet Zaremba, der mit seinen städtebaulichen Maßnahmen Stettin als eine Garnisons- und Grenzstadt festungsartig ausbaute, sprach sich in einem Interview kurz vor seinem Tod 1993 für die Agglomeration Stettins mit Deutschland aus:

„Wir müssen jetzt in Stettin Profit aus unserer geopolitischen Situation schlagen. So wie zum Beispiel Basel oder Straßburg. Da weiß jeder, daß es sich um eine schweizerische und eine französische Stadt handelt, aber niemand fragt danach. Die Agglomerationen bestehen aus mehreren Ländern, und das lebt. So soll es bei uns auch werden.“

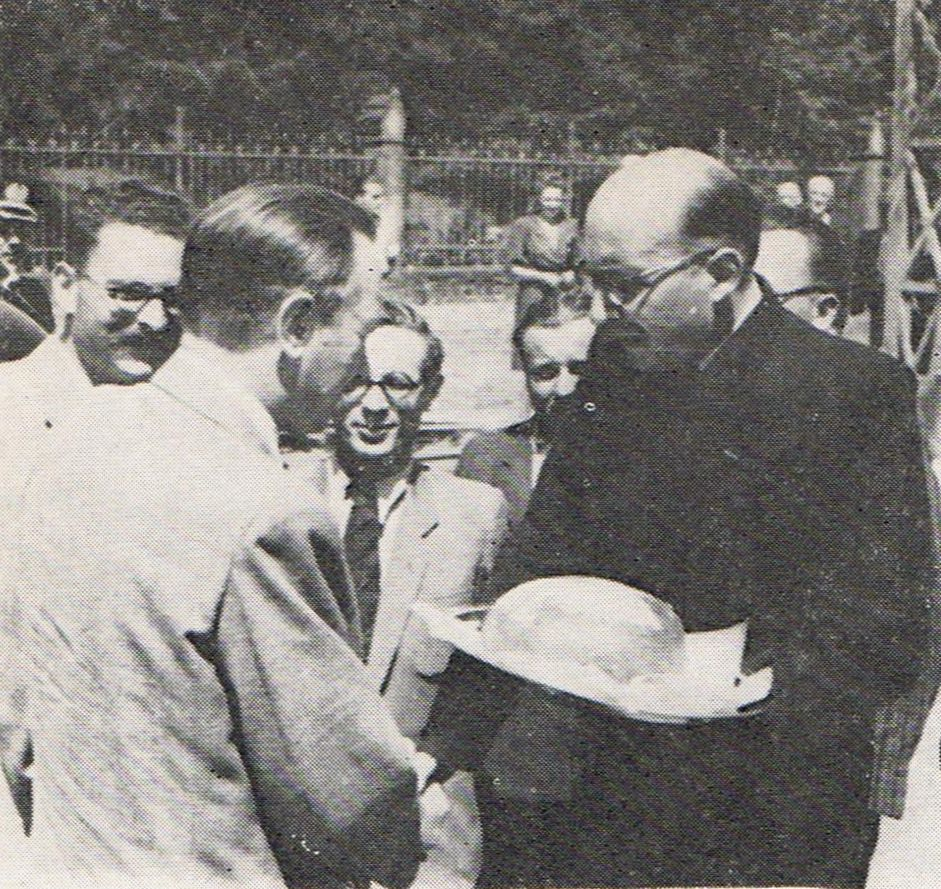
Der Stadtpräsident Piotr Zaremba und der Woiwode Leonard Borkowicz begrüßen 1947 den Staatspräsidenten Boleslaw Bierut in Stettin in der Geste des Eigentümers mit Brot und Salz
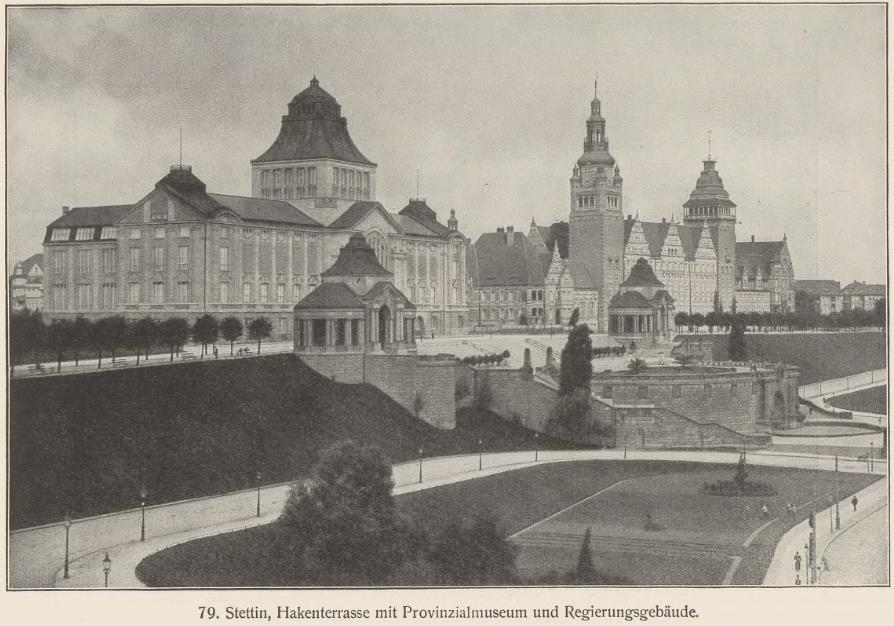
Hakenterrasse um 1910 mit der parkartigen Uferpromenade
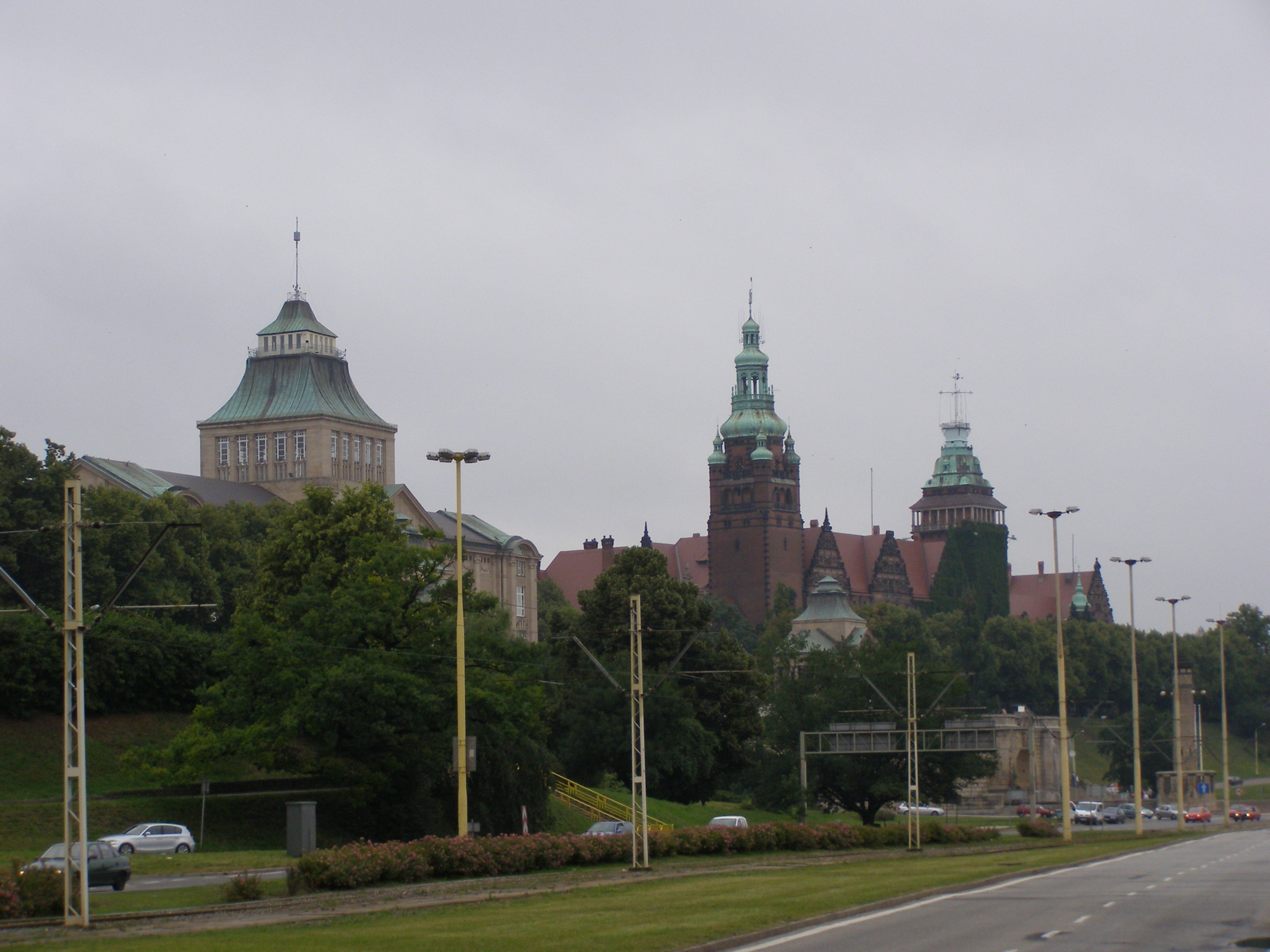
Auch diese Straße (ul. Jana z Kolna) ist ein Werk Zarembas
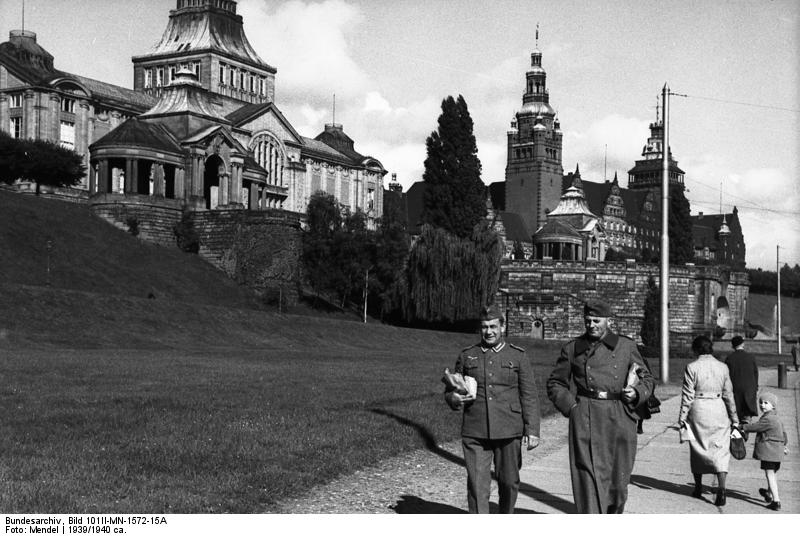
Vor Zaremba 1940 auf der Uferpromenade
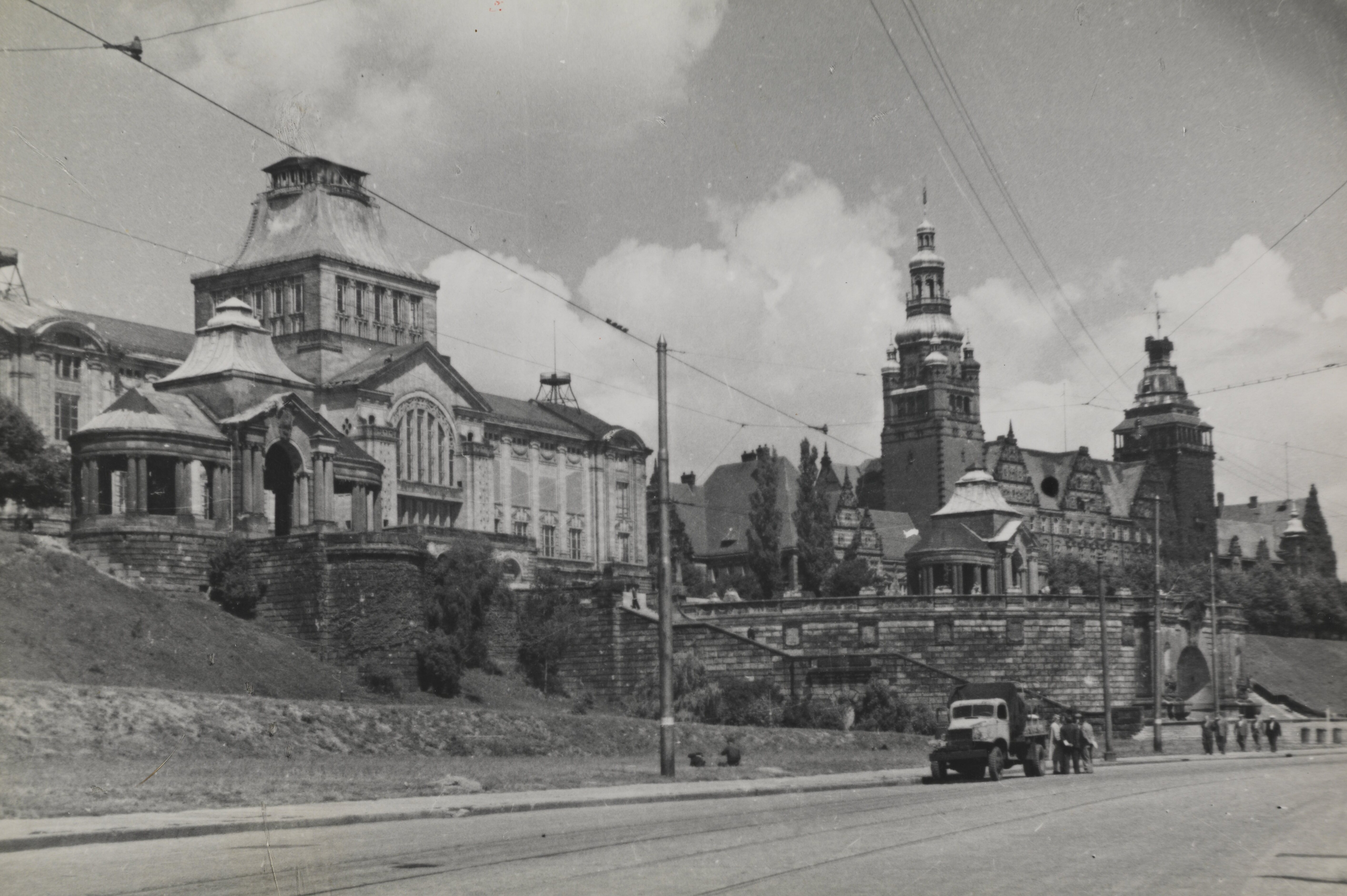
Nach Zarembar 1949 an ul. Jana z Kolna, auf den Seitenflügeln des Nationalmuseums sind noch die Unterkonstruktion der Dachrondelle zu sehen
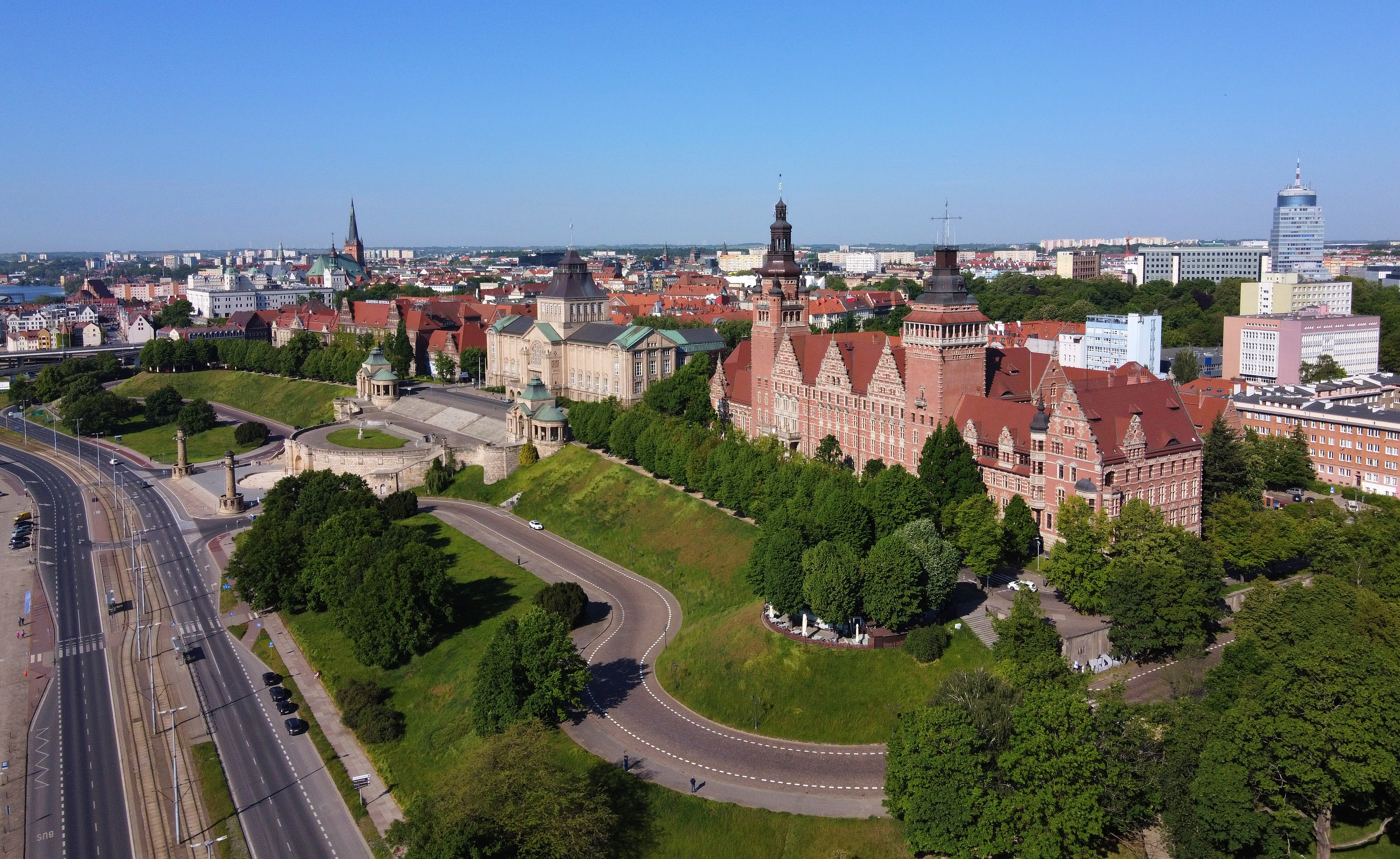
Darum führt die Hakenterrasse mit ihren elegant geschwungenen freilaufenden Treppen zur ul. Jana z Kolna

## Rechtsauffassungen

### Polen
Die polnische Rechtsauffassung des polnischen Staates ist ziemlich gut mit den Begriff der Wiedergewonnene Gebiete umschrieben. Historische Rechte Polens auf diese Gebiete wurden damit erklärt, dass sie zu dem Herrschafts- und Interessenbereich der Piasten gehörten. Ihre Übernahme durch Polen war auch als Schadensersatz für die verlorenen Ostgebiete wahrgenommen. Eine Sonderstellung nahm der Stettiner Zipfel dabei nie ein.

### DDR
Die Haltung der DDR war im Anfang dahingehend, dass die Ansprüche Polens auf Kompensation für die Verluste als zu groß beschrieben wurden. Wilhelm Pieck soll erregt Anfang Juli 1945, nach den Erinnerungen von Hermann Kreutzer, auf einer gemeinsamen Sitzung mit SPD-Funktionären in Weimar, als der von der Besetzung Stettins erfuhr, ausgerufen haben:

„Genossen, mir wird soeben mitgeteilt, dass die Polen Stettin besetzt haben. Das ist ein Übergriff, den wir uns nicht bieten lassen werden. Und überhaupt, werden wir uns alles zurückholen, was uns die Pollacken geraubt haben, auch meine Heimatstadt Guben.“

Für die oft in Polen vorgetragene Behauptung, die DDR hätte jahrelang erwogen, Stettin mit militärischen Mitteln zurückzuerobern, gibt es keinen Beleg, zumal die Mittel dazu nicht bereit standen. Die Kasernierte Volkspolizei wurde erst Mitte 1952 gegründet. Vereine oder Körperschaften von Vertriebenenverbänden waren in der DDR verboten, so dass von dieser Seite überhaupt keine Druck auf die Politik ausgeübt werden konnte.
Zunächst wurde die DDR aktiv und unterzeichnete am 6. Juni 1950 die Deklaration von Warschau, die die Oder-Neiße-Linie als Grenze anerkannte. Einen Monat später wurde der Verlauf der „Friedens- und Freundschaftsgrenze“, wohl auf sowjetischen Druck, dem Görlitzer Abkommen genau festgelegt. Doch trennte diese Grenze mehr, als das sie verband. Bis zum heutigen Tag ist wohl kaum eine Grenze derart detailliert geregelt. Im nördlichen Bereich müssen die Grenzpfähle aus Beton, anfänglich waren sie aus Holz, angefertigt sein, mit den jeweiligen Landesfarben versehen sein, und genau 2,5 m auseinander stehen. Der Grenzstein befindet sich genau in der Mitte.

### BRD
In der Bundesrepublik Deutschland wurde der Grenzverlauf um den Stettiner Zipfel weder rechtlich anerkannt noch politisch hingenommen. Das Görlitzer Abkommen hielt man für „null und nichtig“, da eine Entscheidung über die Grenze ja einer endgültigen Friedensregelung vorbehalten war. Zudem fehlte der DDR die notwendige Souveränität, um dies völkerrechtlich bindend zu vereinbaren. Im Deutschlandvertrag von 1952 hieß es, dass die endgültige Festlegung der Grenze einer „frei vereinbarten friedensvertraglichen Regelung für ganz Deutschland“ vorbehalten bleibe. Gemäß diesem Rechtsverständnis stand Stettin widerrechtlich unter vorläufiger polnischer Verwaltung. Der Bundesminister für Vertriebene Theodor Oberländer stellte 1953 fest, dass Stettin und die links der Oder gelegenen Gebiete der Kreise Randow und Ueckermünde durch das Potsdamer Abkommen nicht unter polnische Verwaltung gestellt worden seien, sondern rechtlich weiterhin zur DDR bzw. zur SBZ gehörten. Eine Haltung, die besonders in der Nachkriegszeit durch die Vertreter der Pommerschen Landsmannschaft geteilt wurde. Aber letztlich wurde über den Stettiner Zipfel in seiner Besonderheit nie wirklich gestritten, sondern man verbuchte den Verlust in der Gesamtbilanz der verlorenen Gebiete ein. So brachte die Bundespost 1966 eine Serie heraus: Deutsche Bauwerke aus zwölf Jahrhunderten in der neben bedeutenden Bauwerken aus West- und Ostdeutschland auch drei exemplarische Bauwerke jenseits der Oder-Neiße-Grenze waren: Berliner Tor in Stettin in Pommern, Zschocksches Stift in Königsberg in Ostpreußen und die Bürgerhalle in Löwenberg in Schlesien. Sie lösten in der Folge einen Postkrieg aus. Noch im Sommer 1989 – also wenige Monate vor dem Fall der Berliner Mauer – verkündete der damalige CSU-Vorsitzende beim Deutschlandtreffen der Schlesier in Hannover:

„Mit der Kapitulation der Deutschen Wehrmacht ist das Deutsche Reich nicht untergegangen. […] Es gibt keinen völkerrechtlich wirksamen Akt, durch den die östlichen Teile des Deutschen Reiches von diesem abgetrennt worden sind.“

Mit der deutschen Vereinigung am 3. Oktober 1990 wurde die DDR-Grenze zu Polen gleichzeitig die neue Ostgrenze der Bundesrepublik Deutschland. Das Bundesland Mecklenburg-Vorpommern grenzte nun an die in Polen gelegene alte pommersche Hauptstadt Stettin. Am 14. November 1990 schlossen die Bundesrepublik und die Republik Polen einen Vertrag und bestätigten den Grenzverlauf.

### Völkerrecht
Weitere völkerrechtlich relevante deutsch-polnische Verträge waren:
- das Görlitzer Abkommen vom 6. Juli 1950
- der Vertrag zwischen der Bundesrepublik Deutschland und der Volksrepublik Polen über die Grundlagen der Normalisierung ihrer gegenseitigen Beziehungen vom 7. Dezember 1970
- der Vertrag zwischen der Deutschen Demokratischen Republik und der Republik Polen über die Abgrenzung der Seegebiete in der Oderbucht vom 22. Mai 1989
- der Deutsch-polnische Grenzvertrag vom 14. November 1990

## Erinnerungskultur
- Das Kaiser-Wilhelm-Denkmal, geschaffen von Karl Hilgers, wurde am 1. November 1894 auf dem Augustaplatz, dem heutigen „Plac Żołnierza Polskiego“ (deutsch Platz des polnischen Soldaten) (53° 25′ 44,8″ N, 14° 33′ 7,8″ O) aufgestellt. Als Symbol des preußischen Landsknechtsbewusstseins wurde es aufgrund eines Erlasses von Zaremba am 31. Juli 1945 zerstört. Die Zerstörung wird in den Film: Andrzej Androchowicz 1974 „Stettin, der erste Tag“ gezeigt, indem aufgebrachte polnische Einwohner das Denkmal zerlegen. Das Altmetall wurde nach Dänemark gebracht, um für das Józef-Poniatowski-Denkmal (Warschau) genutzt zu werden. Die Skulptur wurde 1948–1951 nach dem Modell im Kopenhagener Thorvaldsen-Museum wiederhergestellt und Polen als Geschenk des Königreichs Dänemark übergeben. Angeblich ist das Pferd noch von Kaiser Wilhelm. An der freien Stelle wurde am 26. April 1950, dem fünften Jahrestag des Einmarsches der sowjetischen Truppen in Stettin, das Denkmal der Dankbarkeit enthüllt. Es stand dort bis 18. November 2017.
- Das Denkmal zu Ehren der Taten der Polen (53° 26′ 34″ N, 14° 32′ 15,8″ O) stellt drei polnische Adler dar, die zum Flug ansetzen, als Symbol der drei an den Wiederaufbau beteiligten Generationen. Es wurde von Kazimierz Gustaw Zemła geschaffen und wurde am 3. September 1979 zum 40. Jahrestag des Beginns des Zweiten Weltkriegs von Stanisław Kowalczyk enthüllt. Als Papst Johannes Paul II. am 11. Juni 1987 Stettin während seines dritten apostolischen Besuchs in Polen einen Besuch abstattete, wurde der Platz für den Feldaltar unter dem Denkmal zu Ehren der Taten der Polen gewählt. 1995 wurde dem Ereignis mit der Benennung des Platzes nach Johannes Paul II. und der Errichtung eines Denkmals (53° 26′ 21,9″ N, 14° 32′ 27,9″ O) gedacht. Die Aufstellung des sechs Tonnen schweren Denkmals wurde vom Stettiner Magistrat initiiert. Der Bildhauer Czesław Dźwigaj, Professor an der Akademie der Bildenden Künste Krakau, wählte den Platz und die Geste, mit der der Papst symbolisch das Denkmal und die Taten zu segnen schien.[18] Seit 2013 gilt der 5. Juli offiziell in Stettin als Gedenktag der „Machtübernahme in Stettin“, der von Vertretern von Kirche, Militär sowie Politik und Gesellschaft mit einer Kranzniederlegung am Denkmal zu gedacht wird.[19]
- Am 5. Juli 2020, dem 75. Jahrestag der Machtübernahme der Polen in Stettin, wurde am Rathaus von Stettin eine Plakette zu Ehren von Zarembas als Symbol der Erinnerung und Dankbarkeit angebracht.

In Polen wird die Übernahme der Macht in Stettin ähnlich wie die Eroberung von Kolberg am 18. März 1945 und die Vermählung mit dem Meer als ein Erfolg der eigenständigen polnischen Bemühungen gesehen, derer man sich mit Stolz erinnert. Andrzej Androchowicz drehte zahlreiche Dokumentarfilme, wie etwa: 1974 Szczecin – pierwsze dni (dt. „Stettin, der erste Tag“) bis 1987 Pełnomocnik rządu (dt. „die Regierungsvertreter“), in dem auch Borkowicz und Zaremba auftraten. 1999 wurde Piotr Zaremba von den Lesern der Stettiner Ausgabe der Gazeta Wyborcza zum beliebtesten Stettiner des Jahrhunderts gewählt.

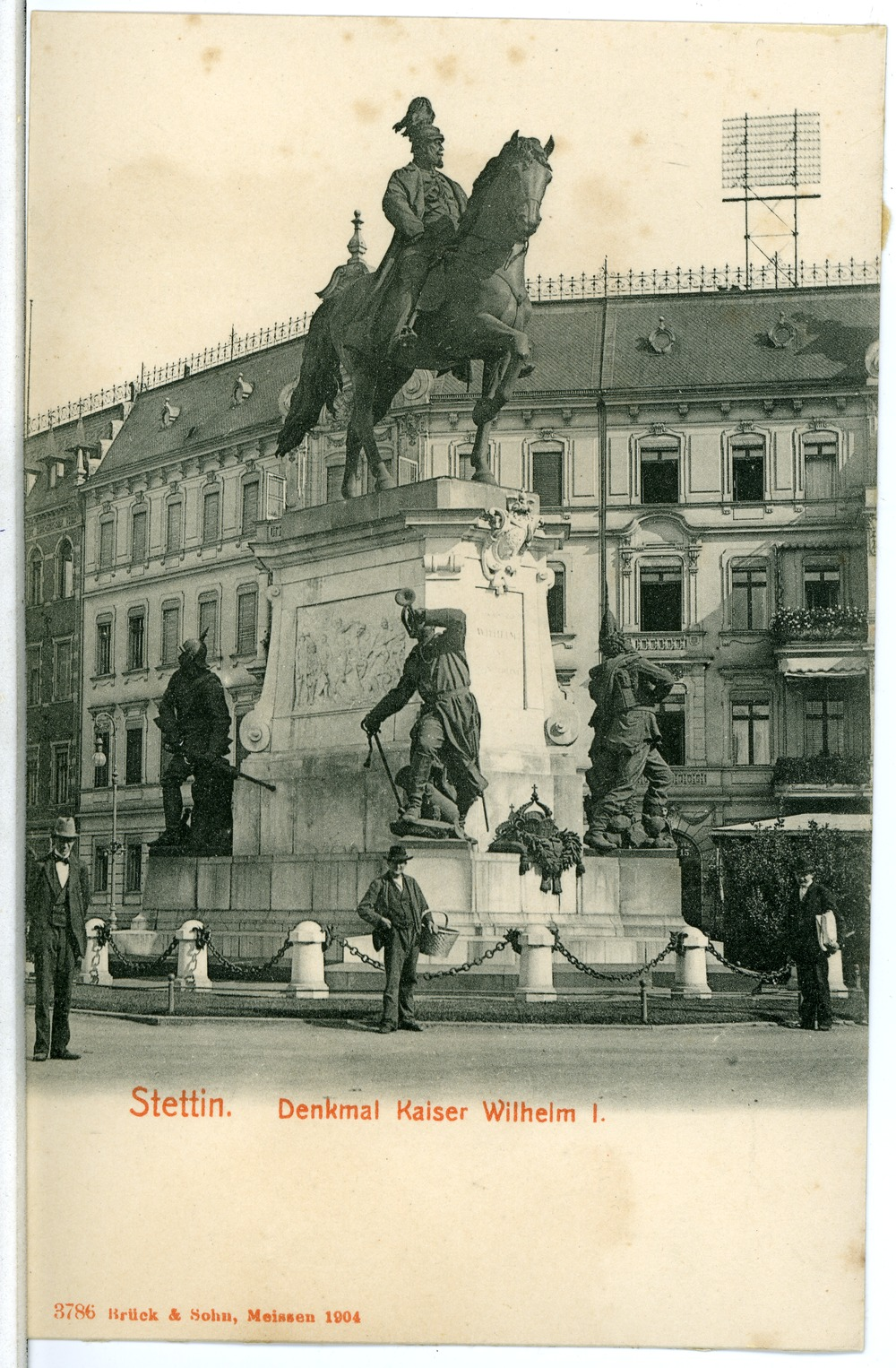
Das Kaiser-Wilhelm-Denkmal in Stettin
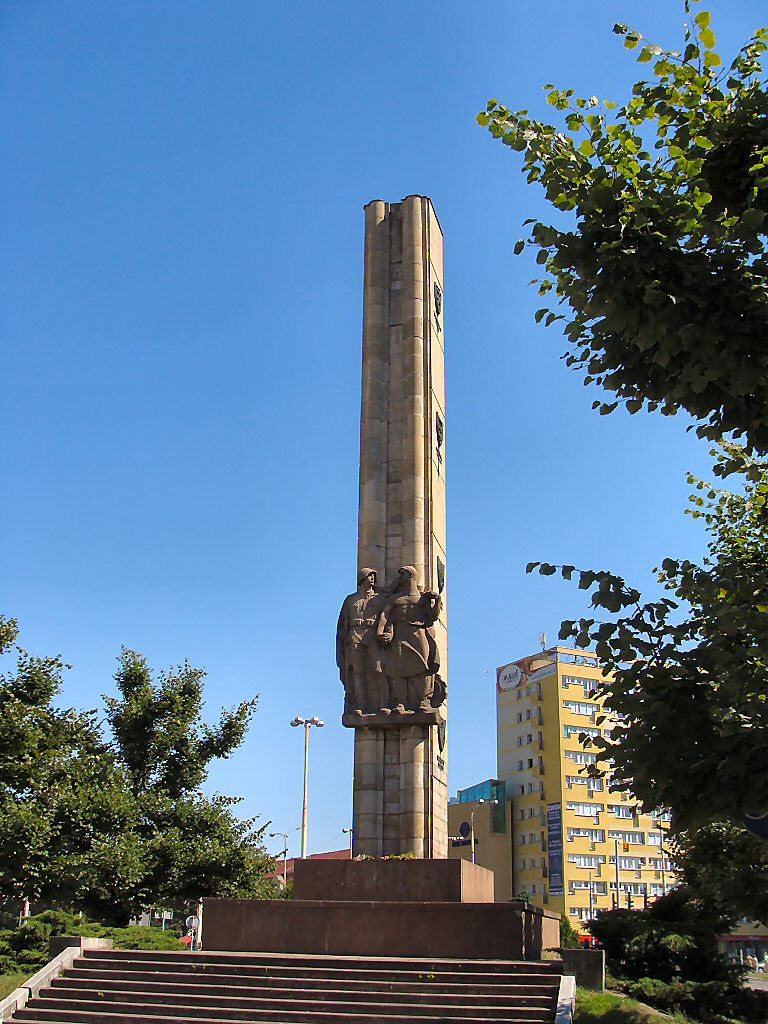
Das Denkmal der Dankbarkeit an gleicher Stelle ohne Sowjetstern, der 1992 entfernt wurde
1966 erinnert eine bundesdeutsche Briefmarke an das Berliner Tor und damit an die deutsche Vergangenheit in Stettin
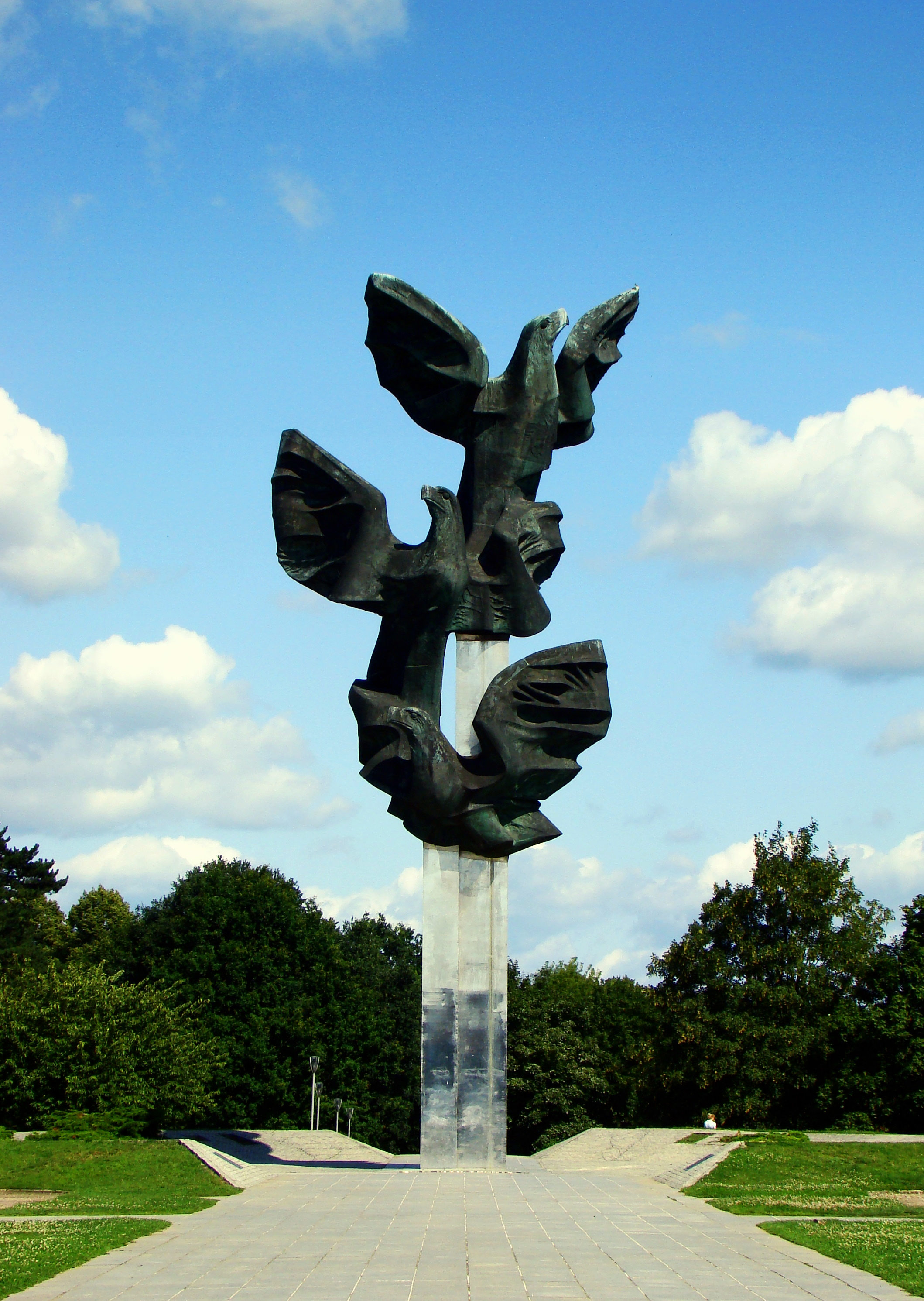
Das 1979 von Kazimierz Gustaw Zemła geschaffene Denkmal zu Ehren der Taten der Polen in Stettin
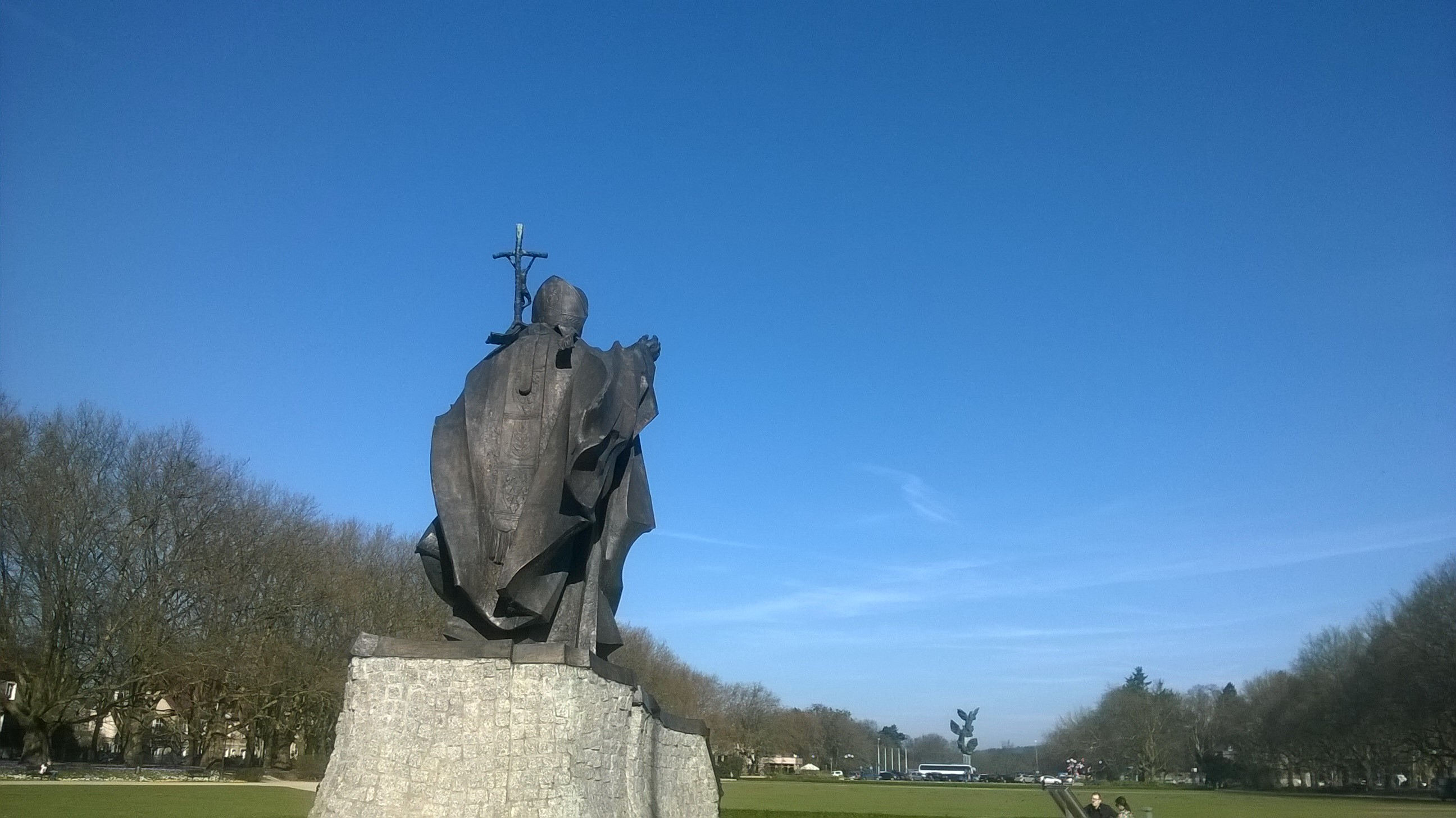
Denkmal für Papst Johannes Paul II. in Stettin
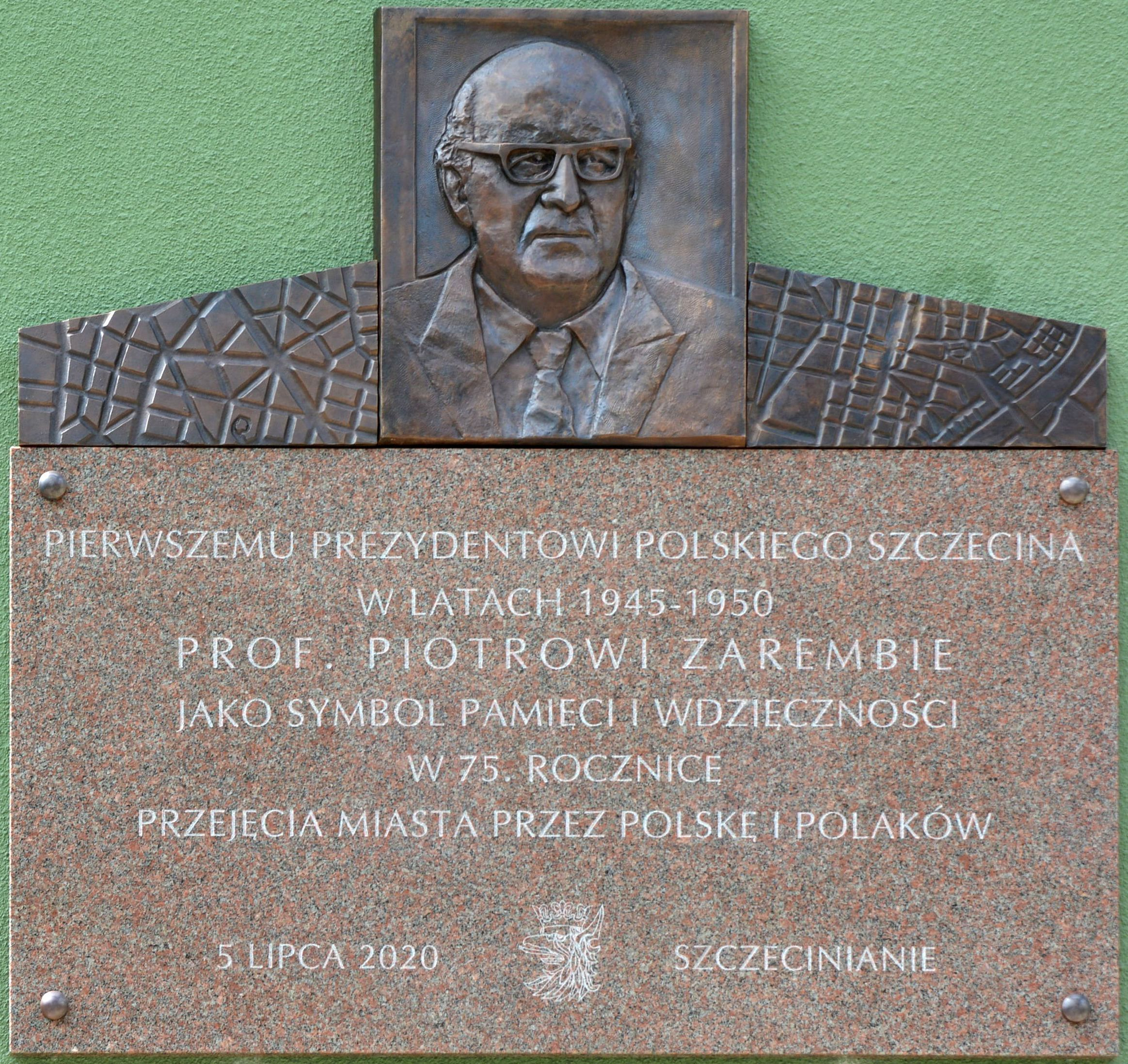
Piotr Zaremba gewidmete Gedenktafel am Gebäude des Rathauses Stettins